# Roger Petit (historien)
Pour les articles homonymes, voir Roger Petit (homonymie) et Petit.
Roger Petit, né à Saint-Gilles le 30 mai 1926 et mort à Spa le 17 novembre 1998, est un archiviste, historien et auteur belge.

## Carrière
Chef du dépôt des Archives de l'État (belge) à Arlon, dans la province de Luxembourg (Belgique), Roger Petit fut également historien - moderniste essentiellement - et chargé de cours notamment au Centre universitaire de Luxembourg (grand-duché de Luxembourg). Auteur de nombreux inventaires d'archives, il fut, entre autres, un des administrateurs du centre national de recherches Anciens pays et assemblées d'États / Standen en Landen - centre dont il assura d'ailleurs le secrétariat pendant plusieurs années -, président de l'Institut archéologique du Luxembourg  (belge) et secrétaire perpétuel de l'Académie luxembourgeoise établie à Arlon. Il collabora à de grandes séries de publications comme le Monasticon belge ou les Regesta Imperii allemands.

## Publications (aperçu)
- Les archives administratives du Luxembourg sous le règne de Louis XIV (1681-1697); in: Mélanges Charles Braibant; Bruxelles, 1959; p. 359-375.
- Foires et marchés à Saint-Hubert du IXe au XVIIe siècle ; in: Annales de l'Institut archéologique du Luxembourg (belge) (A.I.A.L.), t. 95, (Arlon) 1964; p. 257-387.
- Les États des Duché de Luxembourg et Comté de Chiny; tome XXXIII de la collection Anciens Pays et Assemblées d'États / Standen en Landen; B - Heule-lès-Courtrai, 1965.
- Inventaire des archives du château de Messancy ; Bruxelles (Archives générales du Royaume), 1975.
- La politique française dans le Luxembourg de 1681 à 1697 ; in: Les relations franco-luxembourgeoises de Louis XIV à Robert Schuman (actes du colloque de Luxembourg, 17-19 novembre 1977); publié par Raymond Poidevin et Gilbert Trausch; Metz (Centre de recherches relations internationales de l'Université de Metz), 1978; p. 39-60.
- Das Staatsarchiv Arlon und die besonderen Quellenprobleme der belgischen Provinz Luxemburg ; in: Der Archivar, 1984, XXXVII, col. 35-37.
- Les communautés rurales en Ardenne: l'exemple du comté de La Roche ; in: Recueils de la Société Jean Bodin, 44; Paris, 1987; p. 377-407.
- (avec Edouard M. Kayser, de Luxembourg), La Révolution belge: la dernière tentation de l'intégration ; in: De l'État à la Nation - 1839-1989, livre-catalogue de l'exposition du même nom; Luxembourg, 1989; p. 71-77 (ill.).
- Une étape dans la tradition des origines d'Orval: la déclaration des biens de l'abbaye par l'abbé Godefroid de Presseux (1533); in: Le Luxembourg en Lotharingie - Mélanges Paul Margue, volume d'hommages édité par Paul Dostert, Jean Schroeder, Michel Pauly et Pol Schmoetten; Luxembourg (éditions Saint-Paul), 1993; p. 513-530.
- Les aides et subsides dans le Luxembourg de 1360 à 1565. Contribution à l'étude du développement de la fiscalité dans une principauté territoriale; édité par Jean-Pol Weber; Bruxelles (Commission royale d'Histoire), 2013; 4 volumes totalisant 1719 pages;  (ISBN 978-2-87044-006-3).

## Travaux d'édition (aperçu)
- (une douzaine d'auteurs) Jean-Baptiste Nothomb et les débuts de la Belgique indépendante ; actes du colloque international de Habay-la-Neuve, organisé le 5 juillet 1980 par les Archives de l'État à Arlon; actes édités par Roger Petit et publiés par les Archives générales du Royaume, Bruxelles, 1982; 183 pages (ill.).

## Littérature
- Pierre Hannick, In memoriam Roger Petit; in: Bulletin trimestriel de l'Institut archéologique du Luxembourg (belge); Arlon, 1998 (74e année), no 3-4 (paru en 1999).
- Jean-Marie Yante, In memoriam Roger Petit (1926-1998), in: Archives et bibliothèques de Belgique; Bruxelles, 2006 (77e année), no 1-4.